# Gemmula pseudogranosa
Gemmula pseudogranosa is een slakkensoort uit de familie van de Turridae. De wetenschappelijke naam van de soort is voor het eerst geldig gepubliceerd in 1940 door Nomura.